# Дергунова, Ольга Константиновна
О́льга Константи́новна Дергуно́ва (в девичестве Курбако́ва; род. 15 мая 1965, Москва) — российский государственный деятель и предприниматель. Заместитель Президента-Председателя правления Банка ВТБ, директор Высшей школы менеджмента СПбГУ.
Президент «Майкрософт Рус» (2004—2007). Заместитель министра экономического развития Российской Федерации — руководитель Федерального агентства по управлению государственным имуществом (2012—2016). Член Российского общественного совета развития образования, член правления Ассоциации предприятий компьютерных и информационных технологий (АПКИТ).

## Биография
С отличием окончила факультет кибернетики МИНХ имени Г. В. Плеханова (1987) и заочную аспирантуру по специальности «Вычислительная техника и программирование» (1991).
С 1987 года программист НИИ «Восход».
С 1990 года — директор по продажам и маркетингу совместных предприятий «Параграф» и «Микроинформ», занимавшихся распространением программного обеспечения, в том числе российского текстового редактора «Лексикон».
В 1994 году стала менеджером по работе с корпоративными клиентами представительства Microsoft в Москве, в 1995 году возглавила представительство, став единственной женщиной из 56 глав представительств Microsoft в различных регионах мира. За годы, в которые Ольга Дергунова руководила российским представительством Microsoft, его штат вырос с 20 до 70 человек, а годовой доход увеличился более чем в 10 раз.
В 2002 году газета The Wall Street Journal включила Ольгу Дергунову в число 25 наиболее успешных и влиятельных деловых женщин Европы, В аналогичном списке 2004 года Дергунова заняла позицию уже в первой десятке.
С 2004 по июнь 2007 года — президент Microsoft в России и СНГ.
С 2007 года вошла в состав правления Банка ВТБ. С 2010 года — член совета директоров компании «Транснефть». В 2010—2012 годах — член совета директоров, а затем председатель совета директоров ДО АО Банк ВТБ (Казахстан).
29 июня 2012 года председатель Правительства России Д. А. Медведев своим распоряжением № 1127-р назначил О. К. Дергунову заместителем министра экономического развития Российской Федерации — руководителем Федерального агентства по управлению государственным имуществом (Росимущества). 6 февраля 2015 года О. Дергуновой распоряжением премьер-министра был объявлен выговор. 12 апреля 2016 года была освобождена от должности в связи с переходом на другую работу.
С 2016 года — заместитель Президента-Председателя правления Банка ВТБ. С 2019 года — директор Института «Высшая школа менеджмента» Санкт-Петербургского государственного университета.

## Международные санкции
В 2022 году после вторжения России на Украину попала под санкции США и Великобритании как высокопоставленный руководитель в системе управления ВТБ. С 3 мая 2022 года находится в санкционном списке Канады «соратников режима» за «соучастие в выборе президента Путина вторгнуться в мирную и суверенную страну». 19 февраля 2023 года внесена в санкционный список Украины так как она «совершает коммерческую деятельность в секторах экономики, обеспечивающих существенный источник дохода для правительства России, инициировавшего военные действия и геноцид гражданского населения в Украине».

## Дело Поносова
В ходе «Дела Поносова» выступила с критикой в адрес сельского учителя Александра Поносова:

Должен ли директор школы уметь управлять таким сложным активом, как программное обеспечение? Ответ: да, конечно. Потому что он директор. Но необязательно это делать ему самому. Должны быть уполномоченные люди внутри организации: за деятельность компьютерного класса отвечает — дальше кто-то уполномочен, да, например IT-директор.
— Ольга Дергунова

## Семья
- Замужем за Игорем Дергуновым. Их дочь Нина окончила Высшую школу экономики, работает, как и отец, в банковской сфере.
- Отец — Константин Курбаков.
- Сестра — Наталья Константиновна Лосева (дев. Курбакова).

## Награды
- 2001 год. Лауреат национальной премии общественного признания достижений женщин «Олимпия» Российской академии бизнеса и предпринимательства.
- 2005 год. Лауреат премии в области менеджмента Аристос, номинации «Лучший топ-менеджер ИТ-сектора» и «Прекрасный пол в бизнесе»[18].
- 2006 год. Награда Американской торговой палаты «Бизнесмен года».
- 2007 год. Названа «Человеком десятилетия» в категории «Технологии» ежегодной интернет-акции Rambler.
- Благодарность Президента Российской Федерации (4 мая 2012) — за активное участие в работе по подготовке предложений по формированию в Российской Федерации системы "Открытое правительство"
- 2013 год. Победитель VII Национальной премии «Директор года» (2013 год) в номинации «Вклад в развитие института независимых директоров»[19].
- 2014 год. В рейтинге «100 самых влиятельных женщин России» журнала «Огонёк», опубликованном в марте 2014 года, заняла 9-е место[20].